# استاتزانو
استاتزانو (به ایتالیایی: Stazzano) یک کومونه در ایتالیا است که در استان آلساندریا واقع شده‌است.

## خصوصیات
استاتزانو ۱۷٫۸ کیلومترمربع مساحت و ۲٬۱۶۸ نفر جمعیت دارد و ۲۲۵ متر بالاتر از سطح دریا واقع شده‌است.